# Serghei Alexeev
Serghei Alexeev (ur. 31 maja 1986 w Tyraspolu) – mołdawski piłkarz, grający na pozycji napastnika, reprezentant Mołdawii.

## Kariera piłkarska

### Kariera klubowa
Wychowanek klubu Sheriff Tyraspol, w którym rozpoczął karierę piłkarską w 2002. W 2005/06 bronił barw innego tyraspolskiego klubu FC Tiraspol, a na początku 2009 grał na wypożyczeniu w klubie Iscra-Stali Rybnica. Latem 2009 przeszedł do szwajcarskiego FC Aarau. Zimą 2010 został piłkarzem ukraińskiego Zakarpattia Użhorod.

### Kariera reprezentacyjna
W 2007 zadebiutował w narodowej reprezentacji Mołdawii. Łącznie rozegrał 12 meczów. Wcześniej występował w młodzieżowej reprezentacji Mołdawii.